# 8871 Сванберґ
8871 Сванберґ (8871 Svanberg) — астероїд головного поясу, відкритий 1 березня 1992 року.
Тіссеранів параметр щодо Юпітера — 3,200.